# Igreja Metodista de Putney

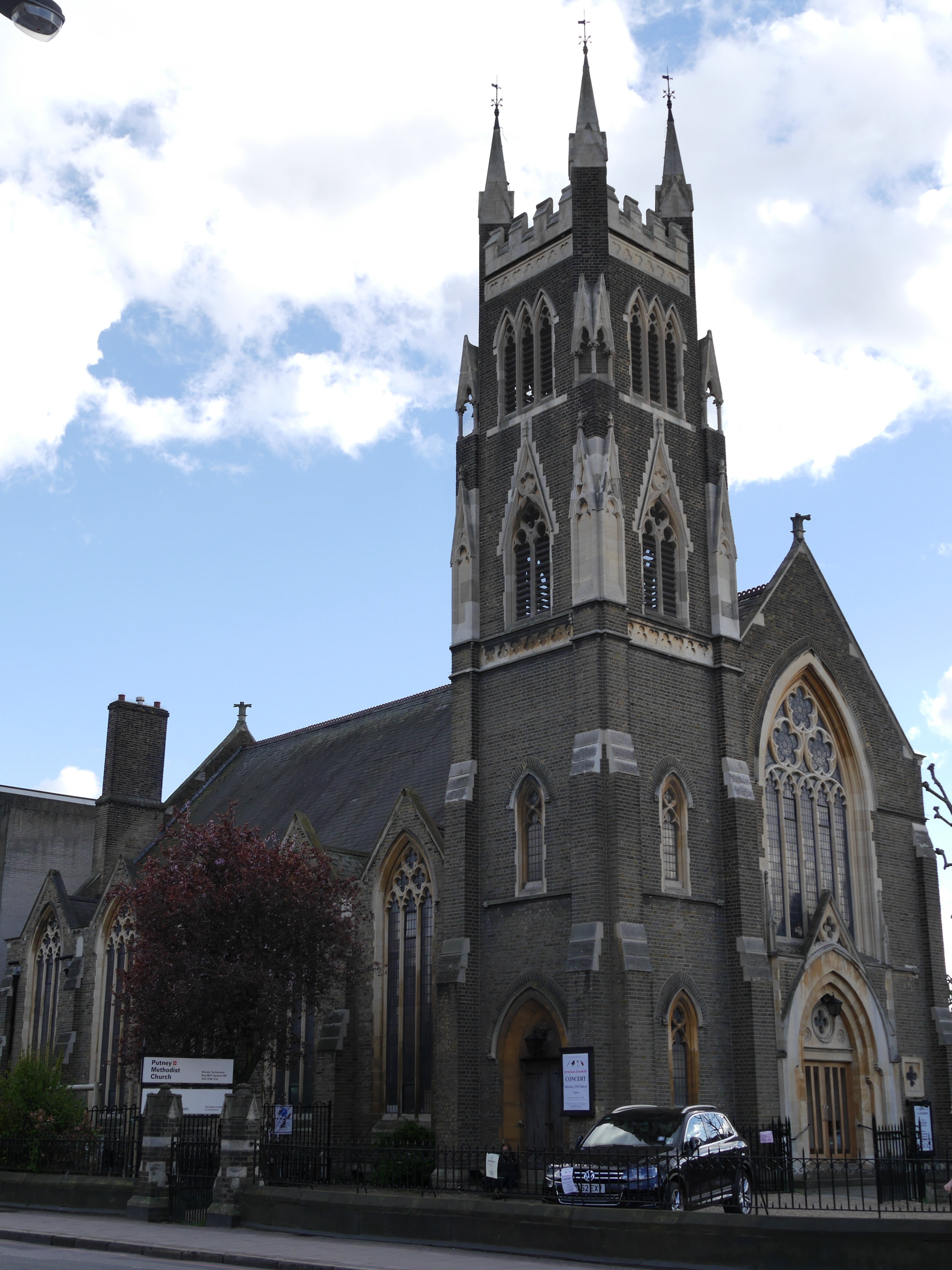
Igreja Metodista de Putney

A Igreja Metodista de Putney é uma igreja listada de Grau II em Upper Richmond Road, Putney, em Londres.